# Боровский (Оренбургская область)
Боровский — посёлок в Бузулукском районе Оренбургской области. Входит в состав Троицкого сельсовета.

## География
Посёлок находится на расстоянии примерно 39 км (по прямой) на север-северо-восток от города Бузулук, административного центра района.

## Население
| 2003 | 2010 |
| ---- | ---- |
| 5    | ↘0   |

### Национальный состав
Согласно результатам переписи 2002 года, в национальной структуре населения украинцы составляли 80 % из 5 чел.